# Azadlıq
Azadlıq («Азадлыг»; с азерб. — «Свобода») — азербайджанская общественно-политическая ежедневная газета.

## История
Газета основана в 1989 году Народным фронтом Азербайджана как еженедельник. Первый номер журнала вышел 24 декабря 1989 года. Первым редактором газеты был Наджаф Наджафов (1989—1991). Его заместителем был Адалет Тагирзаде.
На ежедневной основе с 1996 года Azadlıq в настоящее время издается 6 раз в неделю.
С 2003 года главным редактором газеты стал Ганимат Захид.

## Награды
В 2009 газета получила премию имени Герда Буцериуса «Свободная пресса Восточной Европы» (Gerd Bucerius-Förderpreis Freie Presse Osteuropas) в размере 30000 евро.